# Какаш, Дьюла
Дьюла Какаш (Кокаш) (венг. Kakas (Kokas) Gyula; 28 марта 1875, Будапешт — 25 февраля 1928, Будапешт) — венгерский гимнаст, легкоатлет и футболист. Участник летних Олимпийских игр 1896 и 1900 годов.

## Биография
Дьюла Какаш родился 28 марта 1875 года в австро-венгерском городе Будапешт (сейчас в Венгрии).
В 1893—1896 годах выступал в соревнованиях за будапештский МТК. Также представлял будапештский БТК.
В 1896 году вошёл в состав сборной Венгрии на летних Олимпийских играх в Афинах. В спортивной гимнастике выступал в опорном прыжке, упражнениях на параллельных брусьях, перекладине и коне и во всех дисциплинах остался без медалей. В лёгкой атлетике был заявлен в прыжках в высоту и прыжках с шестом, но не вышел на старт.
В том же году установил два не признанных официально рекорда Венгрии в прыжках с шестом — 2,70 и 2,80 метра.
В 1900 году вошёл в состав сборной Венгрии на летних Олимпийских играх в Париже. В спортивной гимнастике поделил 88-92-е места в личном многоборье, набрав 211 очков и уступив 91 очко завоевавшему золото Гюставу Сандра из Франции.
В 1902 году стал чемпионом Венгрии по футболу в составе БТК, проведя один матч.
В 1906 году вошёл в состав сборной Венгрии на внеочередных летних Олимпийских играх в Афинах. Выступал в спортивной гимнастике. В личном многоборье занял 23-е место, набрав 91 балл и уступив 25 баллов победителю Пьеру Пейссе из Франции. В личном пятиборье поделил 31-32-е место с 74 баллами, уступив 23 балла выигравшему золото Пьеру Пейссе. В командном многоборье сборная Венгрии, за которую также выступали Бела Данер, Арпад Эрдёш, Бела Эрёди, Фридьеш Граф, Нандор Ковач, Кальман Сабо и Вилмош Шюц, заняла последнее, 6-е место, набрав 14,45 балла и уступив 4,55 балла завоевавшей золото сборной Норвегии.
Умер 25 февраля 1928 года в Будапеште.